# Гуанлин (Янчжоу)
Гуанли́н (кит. упр. 广陵, пиньинь Guǎnglíng) — район городского подчинения городского округа Янчжоу провинции Цзянсу (КНР).

## История
В эпоху Вёсен и Осеней на этих землях находилось царство Хань (邗国), впоследствии завоёванное царством У. В 486 году ван царства У приказал соорудить в районе бывшей столицы Хань канал — один из первых каналов в истории Китая. Затем эти земли вошли в состав царства Чу, и чуский Хуай-ван приказал в 319 году возвести на месте бывшей столицы царства Хань новый город, который получил название Гуанлин.
Во времена первого централизованного государства в истории Китая — империи Цинь — в этих местах был создан уезд Гуанлин (广陵县). После того, как Лю Бан основал империю Хань, он сделал своего племянника Лю Пи Уским ваном (吴王), и выделил ему эти места в удел — таким образом Гуанлин стал столицей удела У (吴国). Затем был создан округ Гуанлин (广陵郡), власти которого разместились в уезде Гуанлин. В эпоху Южных и Северных династий округ Гуанлин вошёл в 431 году в состав области Наньтун (南兖州), которая при Северной Чжоу была переименована в Учжоу (吴州). После основания империи Суй округ Гуанлин был в 589 году расформирован, а область Учжоу была переименована в Янчжоу; власти области Янчжоу размещались в Даньяне.
После того, как в 620 году империю Суй сменила империя Тан, вместо округов были опять введены области, и в 625 году власти области Янчжоу перебрались из Даньяна на северный берег Янцзы, в Гуанлин. С той поры Гуанлин и стали называть Янчжоу. В 742 году область Янчжоу была опять переименована в округ Гуанлин, но в 758 году она опять стала областью Янчжоу.
После монгольского завоевания была создана провинция Янчжоу (扬州路); здесь служил губернатором Марко Поло, уполномоченный Кублай-ханом.
После того, как Чжу Юаньчжан в 1357 году завоевал Янчжоу, провинция Янчжоу была расформирована, а в 1366 году была создана Янчжоуская управа (扬州府), которой подчинялись 3 области и 9 уездов.
В 1645 году во время маньчжурского завоевания цинские войска устроили в Янчжоу гигантскую резню населения.
В 1853 году Янчжоу был взят тайпинами и находился под их властью свыше 8 месяцев, в результате чего серьёзно пострадал.
После Синьхайской революции в Китае была проведена реформа административного деления, и в 1912 году Янчжоуская управа была упразднена, а эти земли вошли в состав уезда Цзянду (江都县).
Во время гражданской войны эти земли были заняты войсками коммунистов 25 января 1949 года. 27 января 1949 года был образован город Янчжоу. В том же 1949 году был создан Специальный район Янчжоу (扬州专区), в состав которого вошли 1 город и 7 уездов. В 1950 году Специальный район Янчжоу был присоединён к Специальному району Тайчжоу (泰州专区).
В 1953 году была создана провинция Цзянсу, и Специальный район Тайчжоу был переименован в Специальный район Янчжоу. В 1954 году город Янчжоу был выведен из-под юрисдикции властей Специального района, став городом провинциального подчинения.
В 1958 году город Янчжоу вновь перешёл под юрисдикцию властей Специального района, где к нему был присоединён уезд Ханьцзян. В 1962 году уезд Ханьцзян был вновь выделен из города Янчжоу.
В 1970 году Специальный район Янчжоу был переименован в Округ Янчжоу (扬州地区).
В 1983 году были расформированы Округ Янчжоу и город Янчжоу, и образован Городской округ Янчжоу; на землях бывшего города Янчжоу были созданы район Гуанлин и Пригородный район.
Изначально площадь района составляла всего 28 км², и он состоял всего из 4 уличных комитетов. В последующие годы к нему постепенно присоединялись части соседних административных единиц, в результате чего район сильно вырос в южном и восточном направлениях, достигнув северного берега Янцзы.

## Административное деление
Район делится на 4 уличных комитета, 6 посёлков и 1 волость.